# LFA 2020
Die LFA-Saison 2020 war die fünfte Saison der Liga de Fútbol Americano Profesional (LFA), einer professionellen American-Football-Liga in Mexiko. Die reguläre Saison begann am 8. Februar 2020 und sollte am 26. April 2020 enden. Aufgrund der Covid19-Pandemie wurde die Saison am 16. März 2020 nach dem 5. Spieltag unterbrochen. Am 29. März 2020 wurden der Rest der Saison einschließlich Playoffs und des für den 17. Mai 2020 geplanten Finales abgesagt. Erst 2022 nahm die LFA den Spielbetrieb wieder auf.

## Teilnehmer
| Mannschaft       | Standort                    | Stadion                      | Kapazität      | Head Coach          |
| North Division   | North Division              | North Division               | North Division | North Division      |
| ---------------- | --------------------------- | ---------------------------- | -------------- | ------------------- |
| Dinos            | Saltillo, Coahuila          | Francisco I. Madero          | 08,000         | Javier Adame        |
| Fundidores       | Monterrey, Nuevo León       | Banorte                      | 10,057         | Carlos Strevel      |
| Pioneros         | Querétaro, Querétaro        | Unidad Deportiva El Pueblito | 04,000         | Rassielh López      |
| Raptors          | Naucalpan, Estado de México | Estadio José Ortega Martínez | 03,700         | Guillermo Gutiérrez |
| Central Division |                             |                              |                |                     |
| Artilleros       | Puebla, Puebla              | Estadio Universitario BUAP   | 19,283         | Gustavo Torres      |
| Condors          | Mexiko-Stadt                | Estadio ITESM Santa Fe       | 02,500         | Félix Buendía       |
| Mexicas          | Mexiko-Stadt                | Estadio Perros Negros        | 02,500         | Héctor Toxqui       |
| Osos             | Toluca, Mexico              | Estadio Fortaleza Siglo XXI  | 04,000         | Horacio García      |

## Tabellen
Stand bei Abbruch der Saison.

### North Division
|    | Team       | Sp | S | N | P+  | P−  | Div |
| -- | ---------- | -- | - | - | --- | --- | --- |
| 1. | Raptors    | 5  | 4 | 1 | 112 | 44  | 2–1 |
| 2. | Dinos      | 5  | 3 | 2 | 93  | 89  | 2–1 |
| 3. | Fundidores | 5  | 3 | 2 | 77  | 81  | 1–2 |
| 4. | Pioneros   | 5  | 1 | 4 | 40  | 103 | 1–2 |

### Central Division
|    | Team       | Sp | S | N | P+  | P−  | Div |
| -- | ---------- | -- | - | - | --- | --- | --- |
| 1. | Condors    | 5  | 4 | 1 | 121 | 82  | 2–1 |
| 2. | Mexicas    | 5  | 2 | 3 | 86  | 82  | 2–1 |
| 3. | Artilleros | 5  | 2 | 3 | 107 | 107 | 1–2 |
| 4. | Osos       | 5  | 1 | 4 | 68  | 116 | 1–2 |

Abkürzungen:
Spiele, Siege, Niederlagen, SQ Siegquote, P+ erzielte Punkte, P− gegnerische Punkte, Div Siege-Niederlagen in der Division